# Legutio
Legutio (früher Legutiano; spanisch Villarreal de Álava) ist ein Ort und eine baskische Gemeinde mit 2.086 Einwohnern (Stand: 2024) in der Provinz Álava im Baskenland in Nordspanien. Die Gemeinde besteht neben dem Hauptort Legutio aus den Ortschaften Elosu, Goiain, Urbina und Urrunaga.

## Geschichte
Legutio wurde im Jahre 1333 erstmals urkundlich erwähnt. Der Name der Gemeinde, Legutiano, wurde 2011 in Legutio geändert. Am 14. Mai 2008 ließ vermutlich die baskische Befreiungsorganisation ETA eine Autobombe hier vor einer Polizeikaserne zünden. Dabei kam ein Mensch ums Leben, vier wurden verletzt.

## Lage
Legutio liegt etwa 13 Kilometer nordnordöstlich von der Hauptstadt Álavas, Vitoria-Gasteiz, die von hier aus über die Autovía A-4016 erreicht wird. Im Gemeindegebiet liegt der riesige Stausee Embalse de Urrúnaga. Die Talsperre staut hier den Río Santa Engracia.

## Bevölkerungsentwicklung der Gemeinde
Quelle: INE-Archiv – grafische Aufarbeitung für Wikipedia

## Kultur

### Sehenswürdigkeiten
- Annenkirche (Iglesia de Santa Ana) in Goiain
- Blasiuskirche (Iglesia de San Blas) in Legutio
- Antoninuskirche (Iglesia de San Antolín de Pamiers) in Urbina
- Johannes-der-Täufer-Kirche (Iglesia de San Juan Bautista) in Urrunaga

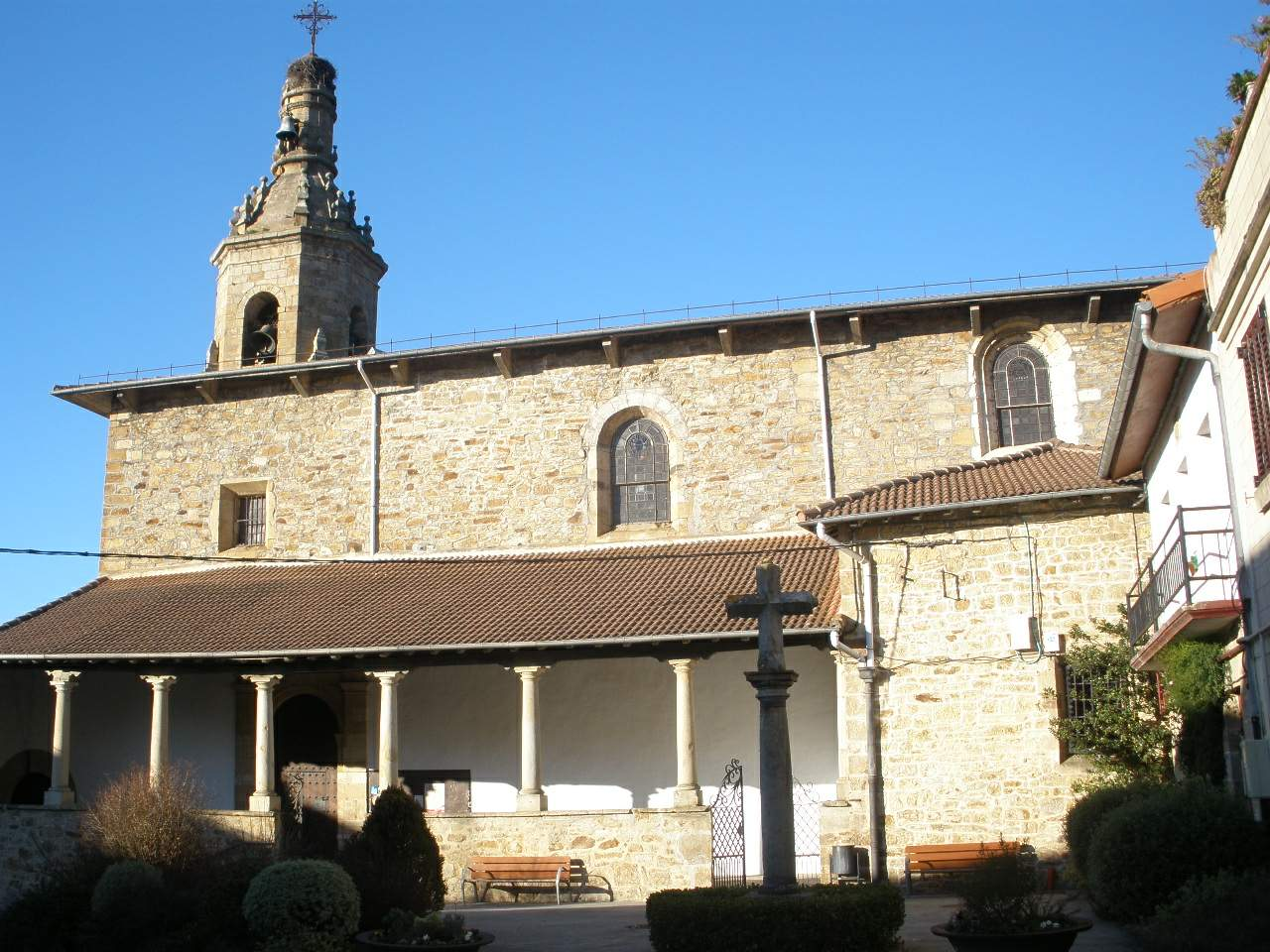
Blasiuskirche
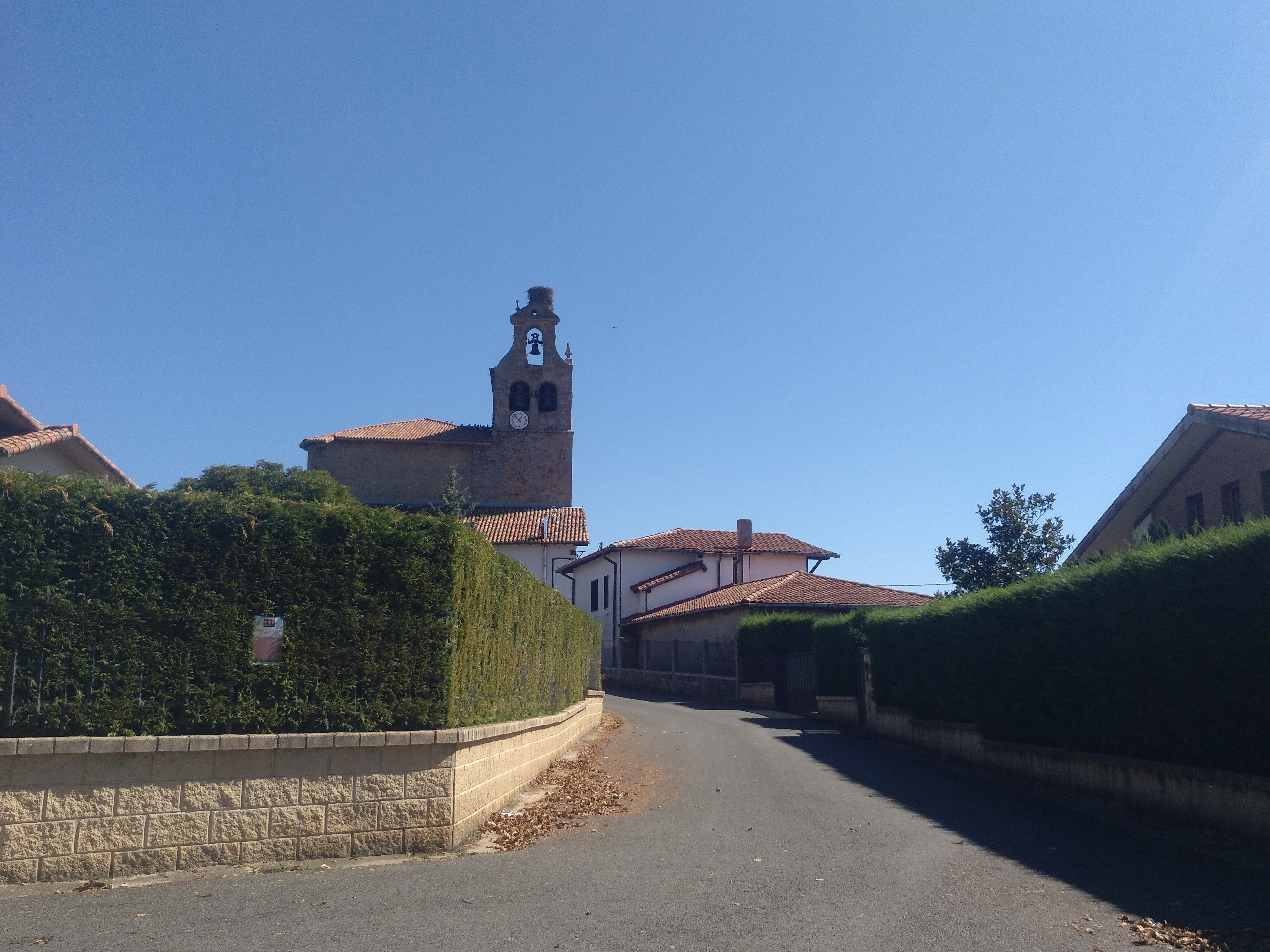
Urrunaga mit der Johannes-der-Täufer-Kirche
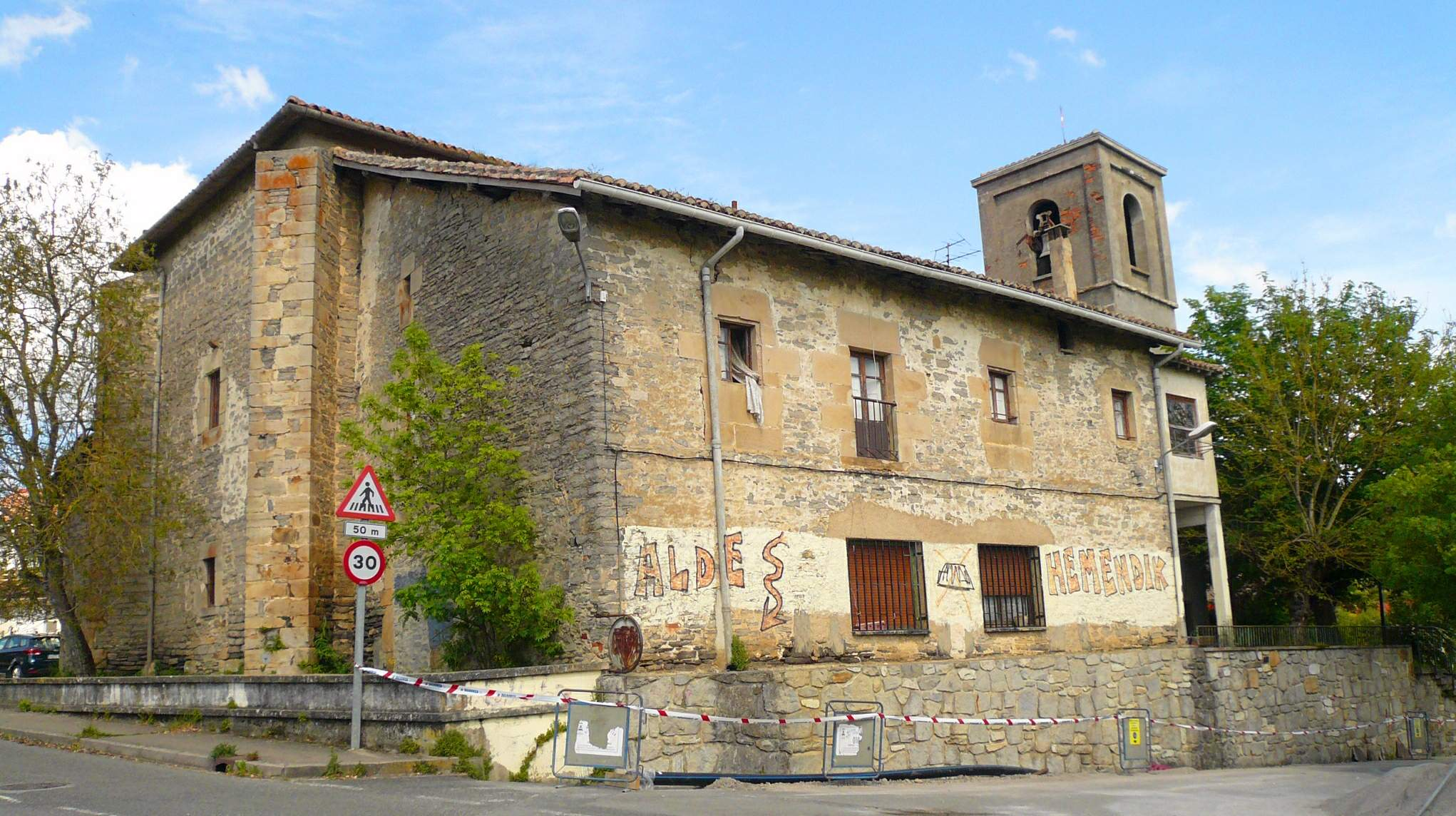
Antoninuskirche